# بری مککنزی
بری مککنزی (انگلیسی: Barry MacKenzie؛ زادهٔ ۱۶ اوت ۱۹۴۱) بازیکن هاکی روی یخ اهل کانادا است.